# Einsatzersthelfer

Armbinde für Helfer im Sanitätsdienst

Die Ausbildung zum Einsatzersthelfer, englisch Mission First Aid Provider (MFAP), ist die grundlegende Erste-Hilfe- und Sanitätsausbildung aller Teilstreitkräfte und Truppengattungen der Bundeswehr. Sie richtet sich nach den Richtlinien zur Tactical Combat Casualty Care (TCCC). Die Ausbildung zum Einsatzersthelfer ist in die Stufen A und B gegliedert. Alle Ausbildungsstufen sind zeitgebunden und verfallen nach festgelegten Zeiträumen. Sie müssen durch jährliche Wiederholungsausbildungen erhalten werden. Der Combat First Responder (CFR) unterscheidet sich vom Einsatzersthelfer.

## Einsatzersthelfer A
Die Ausbildung zum Einsatzersthelfer A erfolgt für alle Bundeswehrsoldaten verpflichtend während der Grundausbildung und ersetzt seit 2010 den bis 2009 für alle Soldaten obligatorischen, nicht verfallenden Kurs Helfer im Sanitätsdienst (Hlf SanDst) bei der Bundeswehr.
Lediglich für das Leistungsabzeichen durfte die Ausbildung zum Helfer im Sanitätsdienst nicht älter als drei, früher sogar nicht älter als fünf Jahre sein. Gemäß der Ausbildung und Erhalt der individuellen Grundfertigkeiten und der Körperlichen Leistungsfähigkeit muss nunmehr jedes Jahr eine Fortbildung durchgeführt werden. Absolventen des Lehrgangs Einsatzersthelfer A sind befähigt, Sofortmaßnahmen der Ersten Hilfe durchzuführen und die persönliche Sanitätsausstattung (inkl. Morphin-Autoinjektoren) fachgerecht einzusetzen. Sie hat einen Umfang von 30 Unterrichtsstunden; zum Erhalt sind jährlich 8 Unterrichtsstunden Pflicht. Die Ausbildungsinhalte beinhalten nur Maßnahmen im Rahmen der sogenannten Regelkompetenz.
Einsatzersthelfer A führen im Rahmen der Selbst- und Kameradenhilfe die Erstversorgung durch und unterstützen im Bedarfsfall den Truppensanitätsdienst oder die Sanitätstruppe in der Durchführung der sanitätsdienstlichen Hilfe. Die Ausbildung umfasst auch einsatzspezifische Maßnahmen wie die Handhabung und Verabreichung von Morphinautoinjektoren in der Verwundetenversorgung.
Die Ausbildungsstufe Einsatzersthelfer A ist Voraussetzung für die Ausbildung „Einzelkämpfer Grundlehrgang Überleben und Durchschlagen“ und „Einzelkämpfer 2 Jagdkampf“. Durch die Weiterentwicklung des Helfers im Sanitätsdienst zum Einsatzersthelfer A wurde die Ausbildung didaktisch aufbereitet und durch einen besonderen Fokus auf schwer blutende Wunden, Bewusstlosigkeit und Atemstillstand erweitert. Im zivilen Bereich wird die Einsatzersthelferausbildung A als (erweiterter) Erste-Hilfe-Kurs anerkannt.
Einsatzersthelfer bekommen wie auch die damaligen Helfer im Sanitätsdienst nach erfolgreicher Teilnahme durch den für die Durchführung der Ausbildung verantwortlichen Truppenarzt einen entsprechenden Ausweis ausgestellt. Während der Durchführung von Maßnahmen der Selbst- und Kameradenhilfe im Gefecht tragen Helfer im Sanitätsdienst eine Armbinde mit verkleinertem Schutzzeichen (3 cm × 3 cm) und sind während der Durchführung dieser Aufgaben als Hilfskrankenträger nach den Genfer Konventionen geschützt, soweit die Gegenseite dieses anerkennt und ratifiziert hat.

## Einsatzersthelfer B
Die erweiterte sanitätsdienstliche Ausbildung der Einsatzersthelfer B (umgangssprachlich informell auch „Bravos“ (pluralisierte Form von Bravo), Buchstabiertafel der ITU/ICAO/NATO) mit zusätzlichen 50 bzw. 55 Unterrichtseinheiten dient der qualifizierten Verwundetenversorgung im Gefecht (care under fire).
Je Gruppe führte ein Soldat (meist der Militärkraftfahrer) die erweiterte (Gruppen-)Sanitätsausstattung mit und hatte eine umfangreichere sanitätsdienstliche Ausbildung. Diese Qualifikationsstufe Einsatzersthelfer B wurde neu gefasst. Diese werden in der Durchführung lebensrettender Sofortmaßnahmen, einer Entlastung des Brustraumes durch Nadelpunktion, Anlegen eines peripheren intravenösen Zugangs sowie intraossären Zugangs geschult.
Die Ausbildung zum Einsatzersthelfer B qualifiziert nach den DA zu § 10 BGV A5 Abs. 1 Nr. 1 zur Verwendung als Betriebssanitäter (Grundlehrgang Betriebssanitäter). Ziel der Ausbildung zum Einsatzhelfer B ist es, diese mit sanitäts- und rettungsdienstlichen Ausrüstungsgegenständen vertraut zu machen sowie in der Durchführung eines Bodychecks zu schulen. Zum Erhalt sind jährlich 16 Unterrichtseinheiten nötig.